# Krzemiany pierścieniowe
Krzemiany pierścieniowe – rodzaj minerałów zbudowanych z krzemianów tworzących struktury pierścieniowe.
Głównym motywem strukturalnym krzemianów jest czworościan z jednym atomem krzemu w centrum i czterema atomami tlenu na wierzchołkach. W krzemianach pierścieniowych każdy z czworościanów styka się dwoma narożami z czworościanami sąsiednimi, tworząc układ cykliczny. Atomy tlenu w miejscach styku są wspólne dla dwóch reszt krzemianowych (układ siloksanu Si-O-Si), natomiast pozostałe dwa atomy reszty krzemianowej obdarzone są ładunkiem ujemnym. Pierścienie krzemianów mogą się składać z od trzech do kilkunastu czworościanów krzemianowych (np. [Si3O9]6−, [Si4O12]8−, [Si6O18]12−), które układają się w równoległe warstwy mocno połączone jonami metali. Wynika stąd niedoskonała łupliwość tych minerałów w kierunku podstawy słupa.
Przykłady krzemianów pierścieniowych: aksynit, beryl, dioptaz, ekanit, turmaliny.
|  |  |  |